# Mundu Pesisir
Mundu Pesisir is een bestuurslaag in het regentschap Cirebon van de provincie West-Java, Indonesië. Mundu Pesisir telt 6130 inwoners (volkstelling 2010).